# Ordinul „Ferdinand I”
Ordinul „Ferdinand I” (grafie alternativă Ordinul Ferdinand I) a fost o decorație creată la 8 mai 1929, în amintirea regelui Ferdinand I al României. Simultan s-a creat și Medalia „Ferdinand I”. Ordinul avea șase grade și putea fi acordat numai cetățenilor români care avuseseră o contribuție deosebită la Marea Unire din 1918. Ordinul a fost atribuit ultima dată în 1937. 

## Clase
Ordinul avea șase grade. Prin reforma din 1933 s-a extins numărul membrilor. Membrii ordinului purtau denumirea generică de cavaleri ai Ordinului Ferdinand I, indiferent de gradul deținut:
- Colan (limitat la 5, apoi la 8 membri)
- Mare Cruce (limitat la 10, apoi la 15 membri)
- Mare Ofițer (limitat la 25, apoi la 40 de membri)
- Comandor (limitat la 40, apoi la 60 de membri)
- Ofițer (limitat la 50, apoi la 75 de membri)
- Cavaler (limitat la 70, apoi la 100 de membri)

## Istoric
Ordinul a fost creat la 8 mai 1929, Consiliul de Regență (care îl tutela pe regele minor Mihai) urmărind două scopuri, atât cinstirea memoriei regelui Ferdinand I al României, cât și răsplătirea celor care contribuiseră la făurirea României Mari.
Cu ocazia recepției oferite la 24 ianuarie 1942 pentru cavalerii Ordinului Ferdinand I la Palatul Regal, regele Mihai a încheiat o înțelegere confidențială cu Iuliu Maniu, Dinu Brătianu și Titel Petrescu (liderii partidelor istorice interzise din 1938) pentru „scoaterea României din războiul de peste Nistru și atașarea ei la puterile occidentale aliate, în victoria cărora se credea”, după cum avea să formuleze într-un mesaj din august 1993 fostul suveran.
După 2000, fostul suveran Mihai al României a reactivat Ordinul Carol I, însă acest lucru nu s-a întâmplat și în cazul Ordinului Ferdinand I, datorită scopului limitat pe care această decorație îl avusese de la început, de a recompensa pe cei care aduseseră contribuții la realizarea Marii Uniri.
În 2013, Muzeul Național al Unirii din Alba Iulia a expus un colan al ordinului, cu ocazia aniversării încoronării lui Ferdinand și Maria. Piesa este din aur masiv și cântărește 300 de grame. La acel moment se cunoștea existența a patru colane: două în patrimoniul Muzeul Național al Unirii din Alba Iulia, unul la Muzeul Național de Istorie din București, iar altul care fusese scos la licitație de o casă de licitații, la o valoarea de 25.000-45.000 de euro.
Ordinul Ferdinand I a fost una dintre decorațiile expuse în Sala Mare de Arme a Castelului Peleș, în cadrul expoziției Onoare și Patrie, organizată în intervalul 1 decembrie 2013 – 1 februarie 2014.

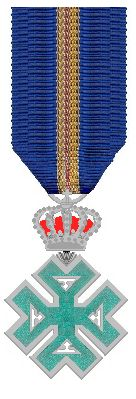
Decorația pentru gradul de cavaler.
Nicolae Iorga cu colanul Ordinului Ferdinand I în jurul gâtului și cu placa sub formă de romb. În partea inferioară dreaptă a pozei se vede placa Ordinul Carol I.
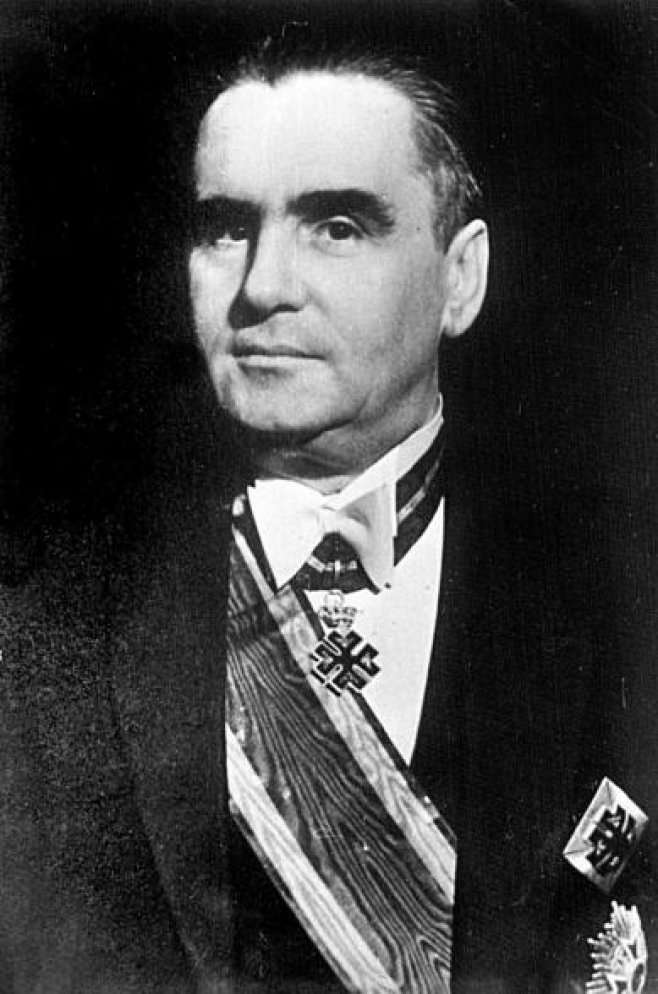
Daniel Ciugureanu în ținuta de gală cu Ordinul „Ferdinand I” în gradul de Mare Ofițer și Ordinul „Coroana României” în gradul de Mare Cruce.
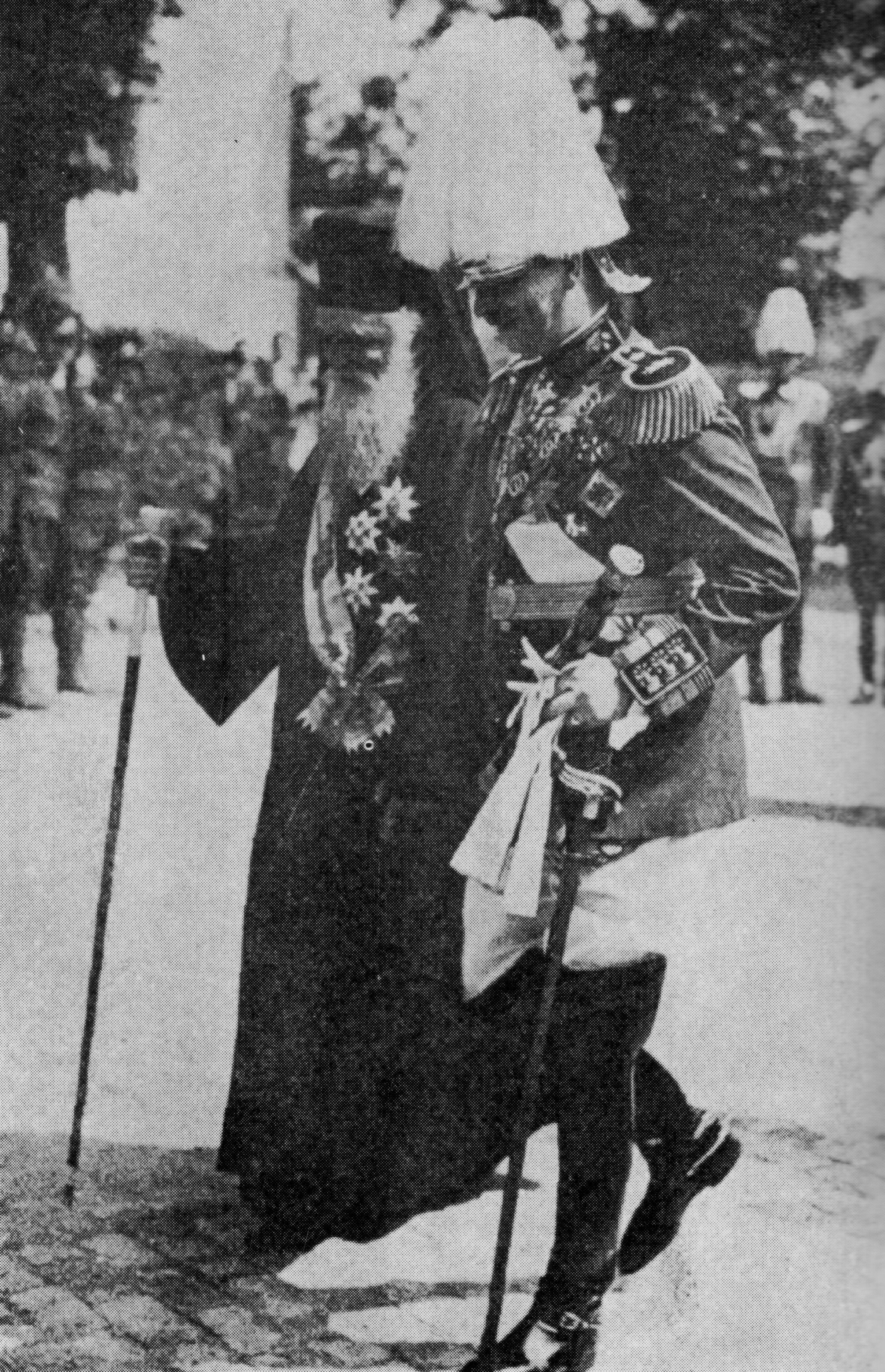
Carol al II-lea al României. Este vizibilă placa rombică a Ordinului Ferdinand I exact deasupra bastonului de mareșal.
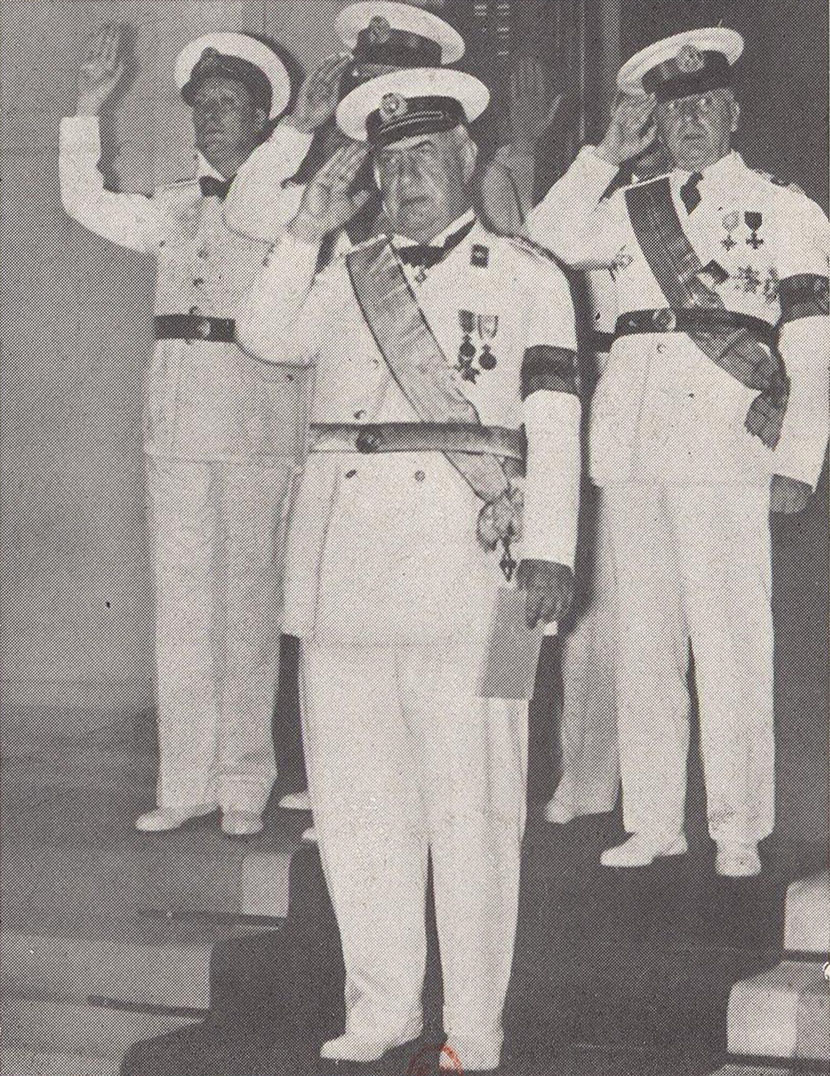
Constantin Argetoianu și alte persoane în costume FRN. Se vede placa Ordinului Ferdinand I la persoana din dreapta imaginii care este Victor Antonescu.

## Decorați
Colan
- Carol al II-lea al României
- Regina Maria a României (iunie 1930)[6][4]
- Nicolae Iorga
- Iuliu Maniu[6]
- Alexandru Vaida-Voievod[4]
- Alexandru Averescu[4]
- Constantin Prezan
- Henri Berthelot (singurul străin care a fost decorat cu Ordinul Ferdinand I)

Mare Cruce
- Ștefan Cicio Pop (iunie 1930)[6]
- Octavian Goga
- Iuliu Hossu (24 ianuarie 1937)[7]
- Ion Inculeț
- Gheorghe Mironescu
- Miron Cristea
- Theodor Mihali
- Victor Antonescu
- Gheorghe Mărdărescu
- Ioan Istrate
- Henri Cihoski

Mare Ofițer
- Daniel Ciugureanu (19 aprilie 1931)
- Alexandru Nicolescu (24 ianuarie 1937)[7]
- Valeriu Traian Frențiu (24 ianuarie 1937)[7]
- Ion Gheorghe Duca

Comandor
- Gheorghe Domășnean (3 aprilie 1931, Decret Regal nr. 1142/14)
- Pantelimon Halippa
- Ion Pelivan

Ofițer
- Alexandru Lupeanu Melin (8 iunie 1935)[8]
- Petre Nemoianu[9]
- Dimitrie Bogos

Cavaler
- Ion Agârbiceanu

Grad incert
- Aurel Domșa (protopop)[11]
- Camil Velican[12]